# Distretto di Tsim Sha Tsui

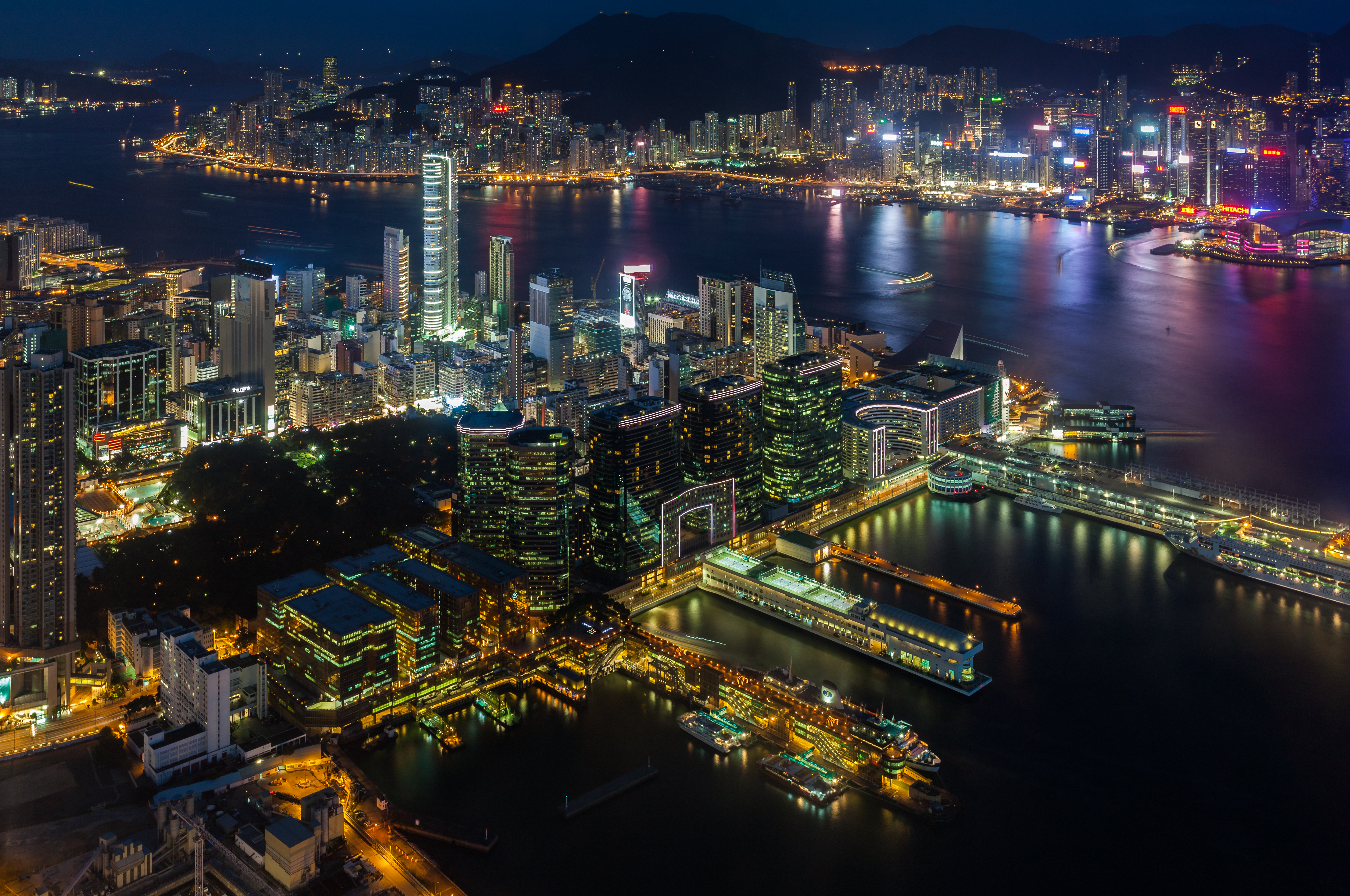
Il lungomare di Tsim Sha Tsui e Il porto di Vittoria, visto dallo Sky100

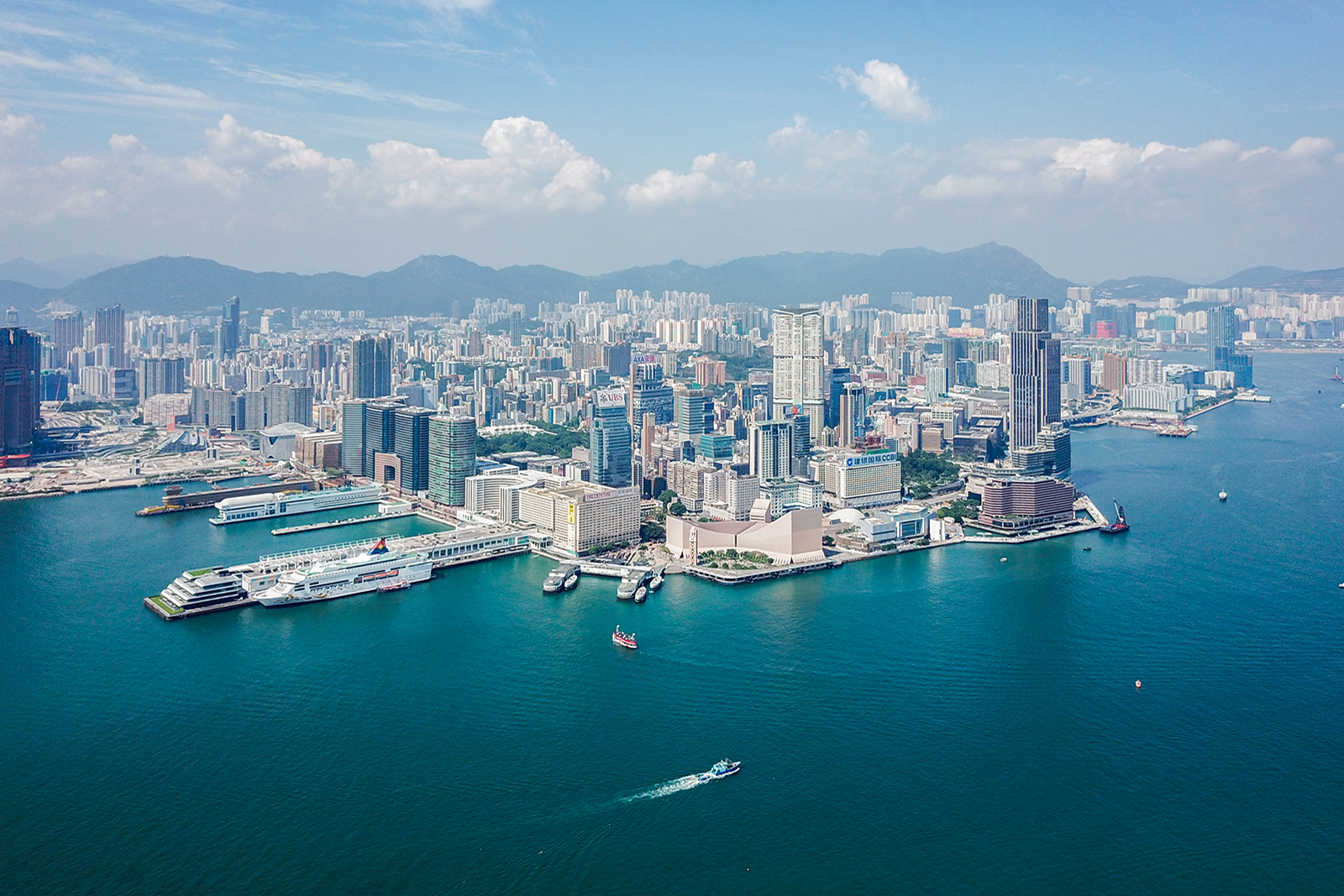
Tsim Sha Tsui visto dall'isola di Hong Kong

Tsim Sha Tsui (cinese: 尖沙咀), spesso abbreviato TST, è un'area urbana della penisola di Kowloon a Hong Kong. L'area fa parte amministrativamente del distretto di Yau Tsim Mong. Geograficamente Tsim Sha Tsui è un promontorio sulla punta della Penisola di Kowloon che guarda sul Porto di Vittoria.
Esistevano diversi paesi in quest'area prima che Kowloon cadesse sotto l'impero britannico nel 1860. Tsim Sha Tsui in cinese significa "marcato solco sabbioso" ma era anche conosciuto come Heung Po Tau (香埗頭) ovvero "Porto per l'esportazione degli alberi di incenso". Tsim Sha Tsui è un grande snodo turistico di Hong Kong con molti negozi e ristoranti per turisti e diversi musei.